# 廓信寺

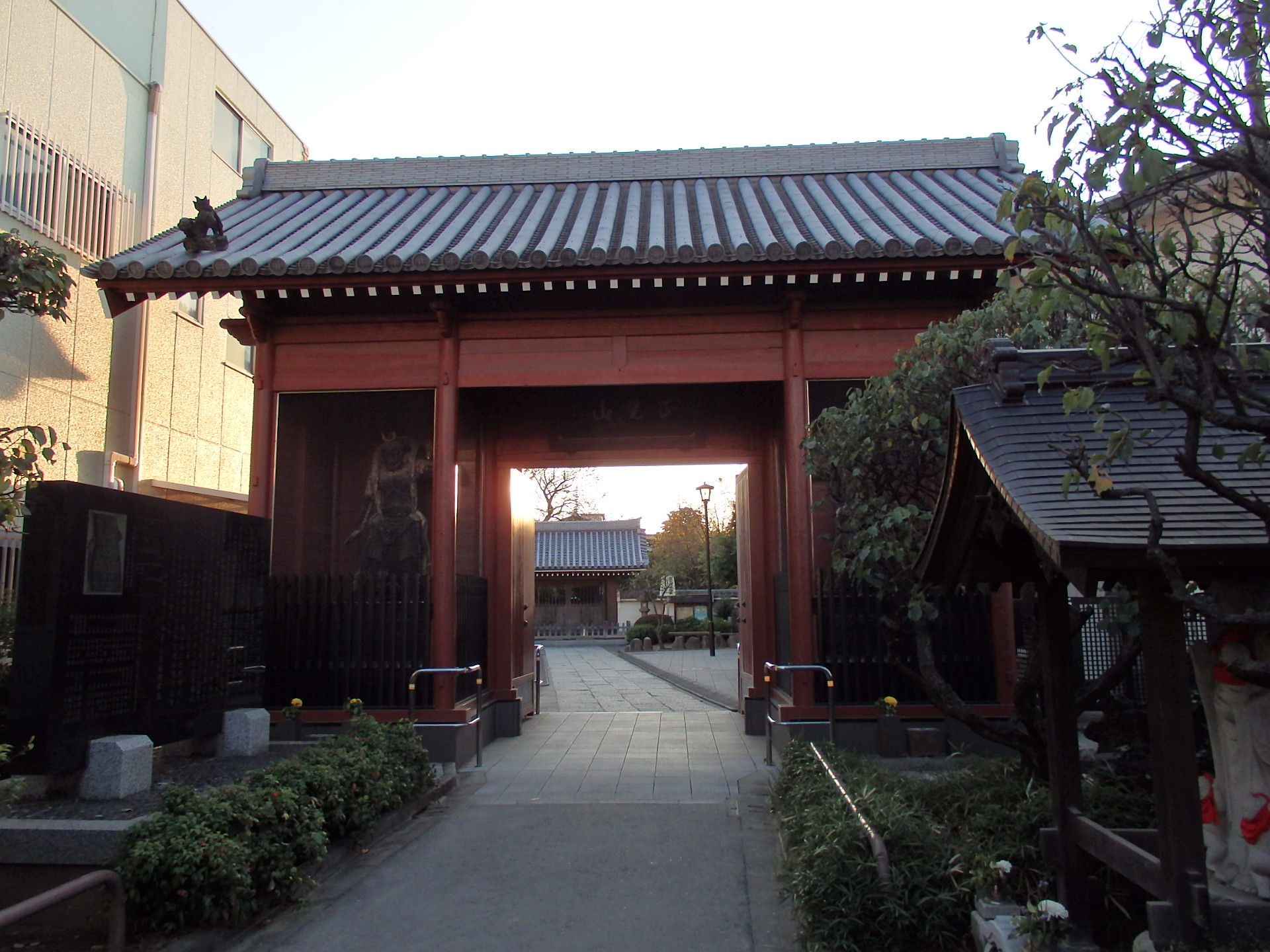
仁王門

廓信寺（かくしんじ）は、埼玉県さいたま市浦和区にある浄土宗の寺院。

## 概要
旧浦和市（現さいたま市）の古刹として知られる。1609年、浦和郷の代官中村弥右衛門尉吉照が創建。岩槻藩主・高力清長の追福を目的とした。浦和塾の儒者小泉蘭斎の墓や、文久4年（1864年）1月に針ヶ谷で起きた「一本杉の仇討」で討たれた河西祐之介（丸亀藩）の墓がある。足立坂東三十三観音霊場の札所の一つ。
門前には、「サツマイモの女王 紅赤の発祥地」の案内板が立つ。

## 文化財
県指定有形文化財
- 本尊 木造阿弥陀如来座像

市指定有形文化財
- 仁王門
- 廓信寺板石塔婆
- 廓信寺木造金剛力士立像[2]
- 廓信寺鳳凰文欄間 服部尚匡作

市指定天然記念物
- 廓信寺のカヤ

## 所在地
- 埼玉県さいたま市浦和区北浦和3丁目15−22